# 伊呂波歌
《伊呂波歌》（日语：いろは歌），又譯為《以呂波歌》，日本平安時代的和歌，以七五調格律寫成，一般認為其內容是在歌頌佛教的無常觀。全文以47個不重複的假名組成，因此可視為全字母句。《伊呂波歌》在後世被當成日文書法習字的範本，用來學習假名。以《伊呂波歌》中假名出現的順序作為假名排列順序，稱為伊呂波順（いろは順）。日本中世到近世的字典類書籍廣泛採用伊呂波作為內容的索引順序。

## 《伊呂波歌》
《伊呂波歌》最早出現在文獻上是承曆三年（1079年）的《金光明最勝王經音義》。一般認為《伊呂波歌》是在10世紀末至11世紀中葉出現的。在《金光明最勝王經音義》中，全文及讀法如下（漢字採用新字體）：
| 萬葉假名       | 平假名 | 訓讀  | 中譯           | 古代發音         | 現代發音         | 伊呂波順 |
| -------------- | ------ | ----- | -------------- | ---------------- | ---------------- | -------- |
| 以呂波耳本部止 |        |       | （花）色雖動人 | Iro fa nifofeto  | Iro wa nioedo    | 1 - 7    |
| 千利奴流乎     |        |       | 但必消散。     | Tirinuru wo      | Chirinuru o      | 8 - 12   |
| 和加余多連曽   |        |       | 我們這世上誰   | Wa ka yo tare so | Wa ga yo dare zo | 13 - 18  |
| 津祢那良牟     |        | [ c ] | 永久不變；     | Tune naramu      | Tsune naran      | 19 - 23  |
| 有為能於久耶万 |        |       | 有為的深山     | Uwi no okuyama   | Ui no okuyama    | 24 - 30  |
| 計不己衣天     |        |       | 今天越過，     | Kefu koyete      | Kyō koete        | 31 - 35  |
| 阿佐伎喩女美之 |        |       | 見膚淺的夢，   | Asaki yume mishi | Asaki yume misi  | 36 - 42  |
| 恵比毛勢須     |        |       | 也不沉醉。     | Wefi mo sesu     | Yoi mo sezu      | 43 - 47  |

### 詩歌解釋
從中世代現代對於《伊呂波歌》有多種解釋，大多數認為是歌頌佛教的無常觀。12世紀時新義真言宗始祖覺鑁在《密嚴諸秘釋》中，說明《伊呂波歌》的大意為「諸行無常，是生滅法，生滅滅已，寂滅為樂」。

-{अनिच्चा वत संखारा उप्पादवय धम्मिनो

उप्पज्जितवा निरुज्झन्ति तेसं वुपसमो सुखो ॥}-

-{Aniccā vata saṅkhārā uppādavayadhammino 

Uppajjitvā nirujjhanti tesaṃ vūpasamo sukho.}-
諸行無常　是生滅法

生滅滅已　寂滅爲樂
———長部16, 大般涅槃經
但由於古文獻對於《伊呂波歌》的用字、意義紀載分歧，因此實際上各句字的具體意義在現代仍無法確定。
若根據上述日本中學教科書的版本，可中譯全文如下。
版本一：
花雖芬芳終須落

此世豈誰可常留

有為山深今日越

不戀醉夢免蹉跎
版本二：
花朵艳丽终散落

谁人世间能长久

今日攀越高山岭

醉生梦死不再有

### 作者
《伊呂波歌》的作者不詳。傳統說法認為是空海所作。如根據《釋日本紀》記載，《伊呂波歌》的作者為空海大師。然而近代有學者對此持反對態度。如明治時代的學者大矢透在《音圖及手習詞歌考》中舉出，以詩歌歷史來說，空海大師當時尚無如《伊呂波歌》的今樣形式的歌謠。且作為全假名句，《伊呂波歌》不符合空海所處時代的語音。如《伊呂波歌》並不像萬葉假名，有上代特殊假名的甲乙的區別；且「え」也沒有「あ行的え」/e/和「や行のえ」/je/的區分。且天祿元年成書的《口遊》收錄了《天地之歌》和《大為爾之歌》，卻沒有收錄《伊呂波歌》。因此他認為《伊呂波歌》的作成時間晚於《口遊》。
日本語史研究學者小松英雄分析，《伊呂波歌》之所以會被視為是空海所作，可能是由於空海在日本佛教與作為三筆的名聲，也可能和《伊呂波歌》最早出自真言宗有關。他推斷《伊呂波歌》的作者應是真言宗一派的一位學僧。
除此之外，也有人認為作者是比空海大師時代更早的柿本人麻呂，或是因讒言而遭貶至大宰府的源高明，但這些說法目前都尚無確鑿證據。

### 歷史
西元2010年，在日本三重縣明和町的齋宮遺跡內，挖掘出四片寫有《伊呂波歌》的土器。這是平安時代的11世紀末到12世紀前半期的土器，也是日本寫有平假名《伊呂波歌》最古老的出土文物。從其纖細的筆跡和土器雙面皆有文字來看，齋宮歷史博物館推斷此土器為當時齋王的女官為學習文字所寫。

### 習字範本的《伊呂波歌》
《伊呂波歌》包含了所有的假名。約從11世紀起常常作為練習假名寫法的範本。江戶時代開始更廣為流傳。在大正時代針對3,065位受寺廟教育的小孩的調查中，有2,347個地方使用《伊呂波歌》作為練習。
儘管明治時代以前的平假名有變體假名的分別，但習字時的《伊呂波歌》字體幾乎完全沒有差異。其字體和現代的平假名大多相同，僅有、和不同。日本國語學者山田孝雄認為，現代平假名的成立曾受到《伊呂波歌》字體的影響。

## 其他類似詩歌
明治36年（1903年）的報紙《萬朝報》公開募集新的伊呂波歌（國音之歌），書寫的前提是必須使用通常的伊呂波加上後共48個字。最後由坂本百次郎所著的《鳥啼歌》（とりなくうた）獲選，而這首詩歌的假名順序則被稱為。
《鳥啼歌》全文如下。
寫作假名如下。
译文如下：
鸟啼催梦醒，东瞩日更晴。

适海浮空碧，篷集雾隐凌。

## 相關作品
- 《哆啦A夢》第366集「骷髏頭島的寶藏」，劇情講述大雄和他的朋友到骷髏頭島尋寶，其中一個機關是考他們對「以呂波歌」裏47個不重複的假名的認識。
- 《艦隊Collection》中的敵方深海棲艦等角色的代號是以該歌曲的吟唱順序命名。
- 鏡音鈴的歌曲《伊呂波唄》（いろは唄），其中的及兩句歌詞即來自《伊呂波歌》。
- 《刀劍亂舞》動畫第2期第7話ED的歌詞中提到了伊吕波歌。
- 《滿溢的水果塔》登场人物名字的首字来自于伊吕波歌。
- 《幻想万华镜》部分集数使用改编自此歌的《色は匂へど散りぬるを》作为片头曲。
- 《福星小子》2022 重製版的第三部片尾曲《雷櫻》歌詞中採用了「色は匂えど散りぬるを」一句作為歌詞。

## 外部連結
- （日語）